# Romániai magyar időjárás-kutatási irodalom

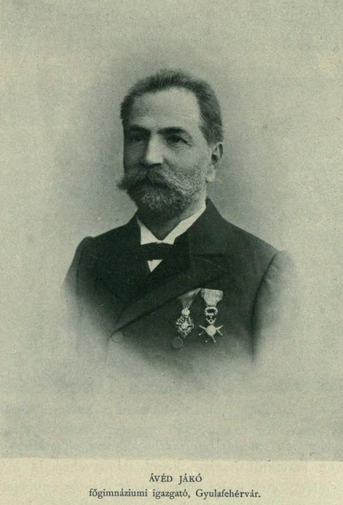
Ávéd Jákó

Az időjárás-kutatási irodalom a légkörtan (meteorológia) keretében vizsgálja, értelmezi, és jelzi előre a levegő állapotát, változásait és azok következményeit. Az éghajlat tényezőire vonatkozó adataiból kiolvashatóak az időjárási elemek sajátosságai, valamint a légkör tulajdonságainak mennyiségi és minőségi változásai. Az időjárási típusoknak egy meghatározott területen hosszabb időn át tartó és megismétlődő megnyilvánulásait az időjárás-kutatás résztudománya, az éghajlattan (klimatológia) irodalma írja le.
Az időjárás-kutatási irodalom erdélyi úttörője a gyergyószentmiklósi születésű Ávéd Jákó (1843–1922) matematika–fizika tanár, a gyulafehérvári meteorológiai állomás vezetője. Az időjárásra, annak hatásaira vonatkozó romániai magyar szak-, ill. ismeretterjesztő irodalom öröksége a II. világháborút megelőző időből Simor Ferenc Erdély éghajlata c. kötete, melyet az EMGE adott ki gazdák számára 1944-ben Kolozsvárt. Az időjárás-kutatási irodalom az 1950-es évek óta lendült fel, s mintegy 25 szakíró a magyar nyelvű napi- és hetilapokban, folyóiratokban, népszerűsítő könyvekben közölt környezetünk egyik legjelentősebb tényezőjével, a légkörrel, idővel, időjárással kapcsolatos írásokat.
Az időjárás-kutatási irodalom első csoportjába tartoznak mindazok a művek, tanulmányok, cikkek, amelyek a légkör megfigyelésével foglalkoznak. Az időjárás megfigyelésének módszereit Grigercsik Jenő Gyakorlati meteorológia c. kötete (1958) és Bartók Blanka Meteorológia: Gyakorlatok c. munkája (Ábel Kiadó, Kolozsvár, 2014) ismerteti. A légkör teljes bemutatását nyújtja Orbán László könyve (Életterünk a légkör, 1982), valamint a Makkai Gergely–Imecs Zoltán szerzőpáros Meteorológia c. kötete (2006). Az időprognózissal Benedek Zoltán Az időjárás és előrejelzése c. könyvében (Antenna, Kolozsvár, 1977) foglalkozik; szakavatott művelője Hegyi István, az Igazság meteorológiai munkatársa. A műholdas időjárás-megfigyelés módszereit és eredményeit népszerűsítette a sajtóban Benedek Zoltán, Major Miklós, Tövissi József.
Külön csoportot alkotnak az időjárás-kutatási irodalom sorában mindazok a gyakorlati jelentőségű munkák, amelyek a mezőgazdaság és az időjárás összefüggéseire utalnak. Kiemelkedik e téren Pap Géza Védekezzünk a fagyveszély ellen (1959) és Orbán Lászlóval közösen szerzett Mezőgazdasági meteorológia (1960) c. kötete. 1973-ban Major Miklós indított Mezőgazdasági kismeteorológia címmel cikksorozatot a Falvak Dolgozó Népe hasábjain, majd könyve is megjelent Időjárás, éghajlat és mezőgazdaság címen (1980).
Fontos ága az időjárás-kutatási irodalomnak a kimondottan népszerűsítő meteorológia. Ilyen jellegű Volodin A természet fenséges és ijesztő jelenségei c. könyve Török Zoltán fordításában (Nagyvárad, 1948). Ide tartozik Xántus János A természet kalendáriuma c. kötete (1957; 2. kiadás 1972) és Szabó Attila A természet időjelzése c. könyve (1967). Szokatlan időjárási jelenségekre vonatkozó régi feljegyzéseket ismertetett Ajtay Ferenc, Kónya Ádám, Tövissi József és Vofkori László. A levegő mozgásairól, a szelekről, ciklonokról, tornádókról, orkánokról Benedek Zoltán és Csekme Jolán, a légköri elektromosságról Gáll Ferenc és Veres József értekezett a sajtóban. Nagy András, Mózes Magda, Csizér Zoltán az időváltozásoknak az emberi szervezetre gyakorolt hatását, a biometeorológia eredményeit népszerűsítette, Kovács Zoltán az időjárás és a természet rendje közt fennálló viszonyról közölt ismertető írásokat.
Számos, az időjárással kapcsolatos közmondást és szólást tett közzé Csekme Jolán A Hétben (1978); több meteorológusunk is foglalkozott az időjárásra vonatkozó népi megfigyelésekkel, nemkülönben hiedelmekkel és babonákkal, tárgyilagosan feloldva a félremagyarázásokat. A napfolttevékenység időjárás-módosító szerepét Újvári József, Konecsny Károly, Xántus János tárgyalta, a légszennyeződés Schmidt Jánost foglalkoztatta, az időjárásról Föld-egyetemlegességben Benedek, Major, Tövissi, Székedi Ferenc és Veress is ír lapokban és naptárakban.
Fontos kiegészítője az időjárás-kutatási irodalom a földrajztudománynak is. Ilyen szempontból jelentősek az időjárás területi alakulását ismertető, gyakorlatilag is fontos eredeti írások az időjárásról. Szatmár megye éghajlatát Benedek Zoltán, Kovásznáét Kónya Ádám, Hargitáét Péter Péter tanulmányozta, Vofkori László pedig Székelyudvarhely város éghajlatának leírásával egészítette ki a honismeret irodalmát.
Az időjárás-kutatási irodalom szempontjából összefoglaló értékű a TETT Időjárás és tudomány c. alatt megjelent 1978/3-as száma, mely az időjárás-kutatás romániai szakértőit vonultatta fel, s közölte A Hétben addig megjelent meteorológiai cikkek jegyzékét.